# Justiciar
 (décembre 2021).
Si vous disposez d'ouvrages ou d'articles de référence ou si vous connaissez des sites web de qualité traitant du thème abordé ici, merci de compléter l'article en donnant les références utiles à sa vérifiabilité et en les liant à la section « Notes et références ».
Dans l'Angleterre et l'Irlande médiévales, le Chief Justiciar (appelé plus tard Justiciar) occupait des fonctions semblables à celle du Premier ministre du Royaume-Uni en tant que ministre en chef du roi. Des postes semblables existaient sur le continent européen, notamment en Italie normande. Étymologiquement, le terme dérive du mot latin médiéval justiciarius ou justitiarius (« homme de justice », c'est-à-dire juge).
Un poste semblable existait en Écosse, mais deux ou trois personnes effectuaient ces tâches : le Justiciar of Scotia et le Justiciar of Lothian (au XIIIe siècle, il y avait aussi le Justiciar of Galloway). Ces trois postes furent fusionnés en seul, national, Lord Justice-General.